# Ginosa
Ginosa (Γενουσία en grec antic) és un municipi italià, situat a la regió de la Pulla i a la província de Tàrent. L'any 2006 tenia 22.421 habitants. Limita amb els municipis de Bernalda (MT), Castellaneta, Laterza, Matera (MT) i Montescaglioso (MT).

## Administració
| Període | Identitat       | Partit                    |
| ------- | --------------- | ------------------------- |
| 2006-   | Luigi Montanaro | Llista cívica-Centredreta |